# Lorenzo Ghiberti
Lorenzo Ghiberti (Pelago, 1378 – Firenze, 1º dicembre 1455) è stato uno scultore, orafo, architetto e scrittore d'arte italiano.

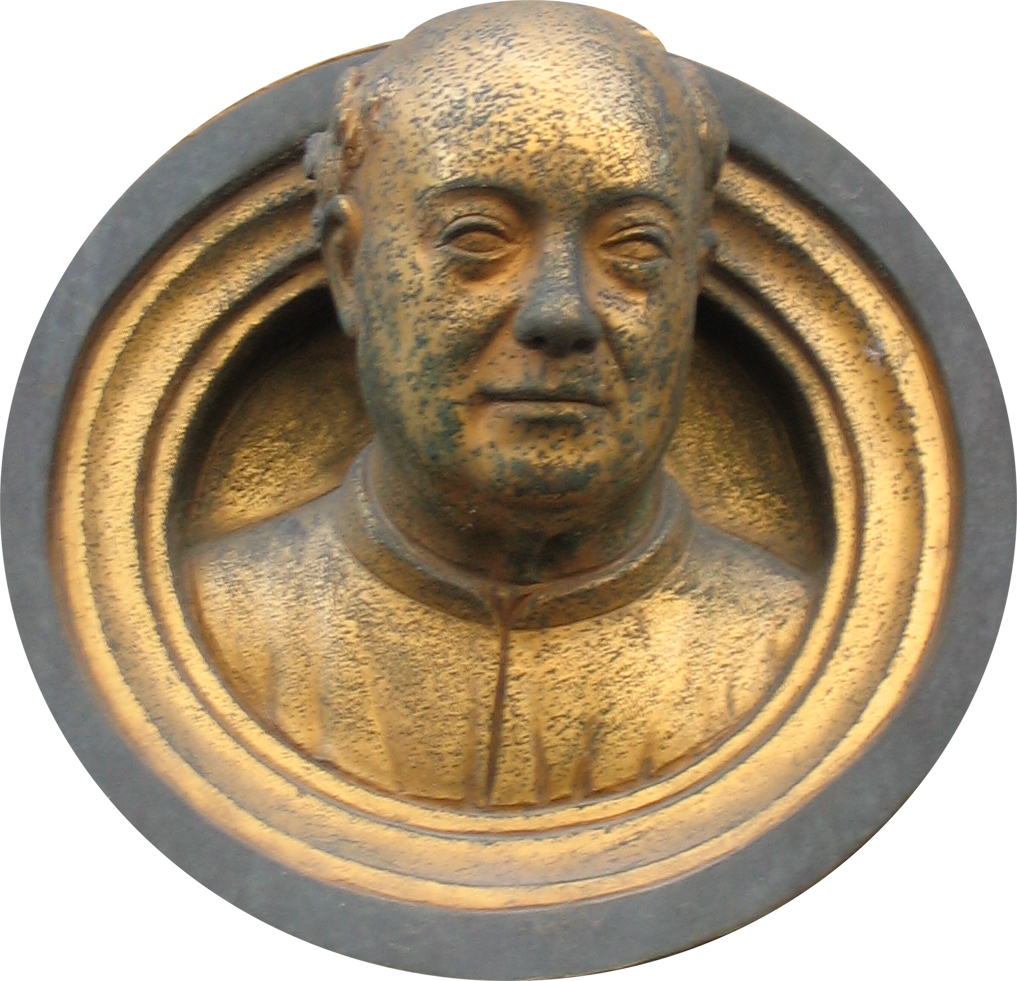
Autoritratto, porta del Paradiso, Firenze

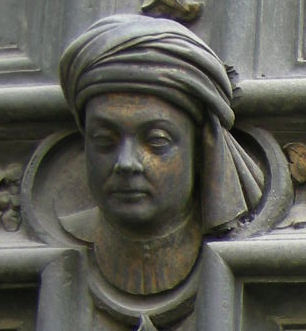
Autoritratto, porta nord del Battistero di Firenze

Insieme a Masolino da Panicale, Michelozzo e Jacopo Della Quercia ebbe un ruolo fondamentale nella diffusione del linguaggio rinascimentale, grazie alla valutazione positiva della cultura tardo gotica, ma corretta e riordinata secondo i nuovi principi: nelle sue figure seppe fondere insieme le linee eleganti del gotico internazionale con le bellezze dei nudi ellenizzanti, il naturalismo attento al dettaglio e il gusto archeologico rinascimentale, inserendo le sue figure in scene costruite con una prospettiva più intuita che reale, seguendo maggiormente i criteri dell'ottica medievale piuttosto che le novità di Brunelleschi e Alberti.

## Biografia

### Origini
La determinazione della data di nascita di Ghiberti ha richiesto un certo impegno, per le informazioni contraddittorie date dall'artista nelle varie dichiarazioni catastali e di denunce di beni, e che, risalendo a partire dalle età dichiarate, collocavano la sua nascita ora al 1380, ora al 1381 ora al 1382. In una "tamburazione" del 17 marzo 1444 (denunzia anonima inserita in un "tamburo") si dichiarava l'artista incompatibile con la carica dei dodici buonomini poiché figlio illegittimo: in tale dichiarazione, ben informata sul suo stato familiare, si riportano i nomi del padre, l'orafo Bartolo di Michele (detto "Bartoluccio"), e della madre, monna Fiore, che era una "figliola d'un lavoratore di Val di Sieve" maritata in Pelago (all'epoca detto "Popolo di San Chimenti a Pelago") a Cione di ser Bonaccorso Abatini o Batini, "persona disutile e quasi smemorato". Cione doveva essere una persona agiata, in quanto figlio di un notaio ("ser" era infatti l'appellativo onorifico di chi esercitava tale professione), ma non doveva esser amato dalla moglie, che lo lasciò e partì da Pelago, venendo a Firenze nel 1374 circa dove conobbe Bartolo. Con quest'ultimo ebbe due figli nel giro di quattro/cinque anni: prima una femmina e poi Lorenzo, nel 1378, come si legge appunto nel documento.
È quindi altamente probabile che l'artista sia nato a Firenze e non a Pelago, come vorrebbe una tradizione locale, ricordata anche da una targa sulla facciata della casa dove probabilmente abitò sua madre.
Facendo ricorso alla suddetta tamburazione, il Ghiberti presentò un documento in cui si dichiarò figlio di Cione (una dichiarazione forse di convenienza), mostrando l'atto di matrimonio con Fiore, del 1370, e dichiarandosi nato nel 1378. Nella stessa occasione, per discolparsi dall'accusa di non aver mai pagato le tasse, né lui né la sua gente (altra ragione di ineleggibilità), presentò un attestato di pagamento dei tributi di Cione, datato 1375 e relativo al gonfalone del Leone Rosso nel quartiere di Santa Maria Novella. Lorenzo si dichiarava comunque figlio del padre "adottivo" anche quando firmò la porta del Paradiso "Laurentii Cionis de Ghiberti".
Bartolo abitava invece in via Nuova di San Paolo, forse l'ultimo tratto di via del Porcellana, vicino a via della Scala, dove risiedette Lorenzo durante la prima gioventù, almeno fino al 1419.

### Formazione e soggiorno a Pesaro
La prima formazione di Ghiberti avvenne nella bottega d'oreficeria del padre, allora una delle attività più fiorenti a Firenze: più o meno negli stessi anni si formavano in botteghe orafe Brunelleschi, Donatello e Luca della Robbia, tanto per fare qualche esempio dei numerosi artisti fiorentini che avevano in comune tale percorso.
Possiamo ipotizzare che il giovane Lorenzo sia stato influenzato dalla cultura protoumanistica che circolava tra gli scultori che lavoravano per la Porta della Mandorla di Santa Maria del Fiore. Di questo periodo non rimane comunque nessuna traccia, se non la sua stessa testimonianza nei Commentari. Tale testo prende avvio descrivendo l'anno 1400 in cui, per via di un'epidemia e di disordini politici, il giovane artista lasciò la città, accompagnato da un pittore di cui non riferisce il nome, ma specifica essere "egregio" (forse era Mariotto di Nardo). La destinazione era Pesaro, dove il collega era stato invitato da Malatesta IV Malatesta e dove i due crearono una stanza "pitta con grandissima diligentia": un'indicazione che non è possibile verificare poiché l'opera andò perduta quando il palazzo medievale venne completamente ricostruito nel Cinquecento.
A quegli anni è attribuita un'Assunta nella chiesa dei Servi di Sant'Angelo in Vado, un paio di bassorilievi di incerta attribuzione e datazione e, appare sicuro, un portale secondario nella chiesa di San Francesco a Urbania.

### La Porta Nord

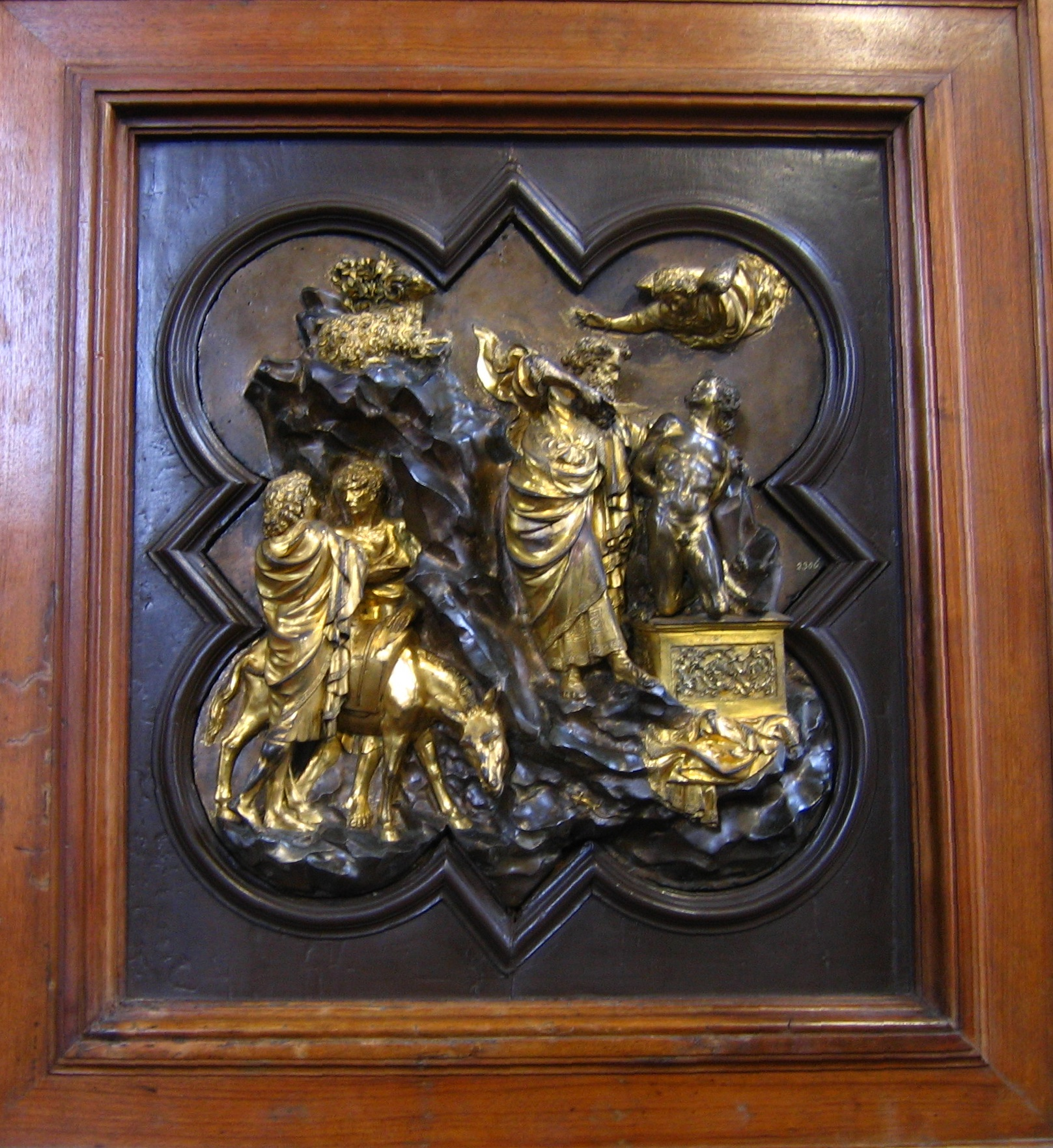
Sacrificio di Isacco, formella per la competizione della porta del Battistero (1401)

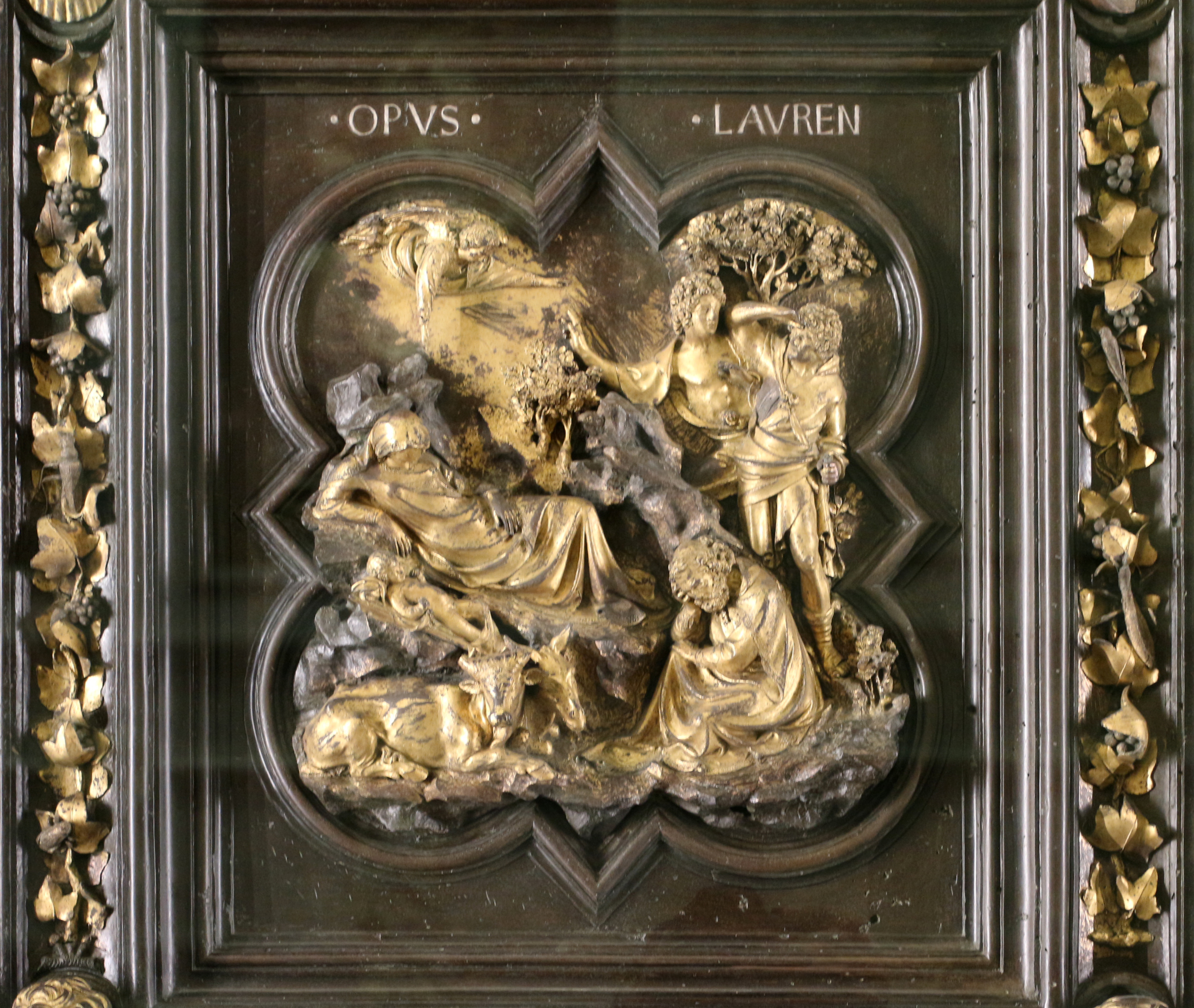
Natività, formella della porta nord del Battistero

Durante quel viaggio i suoi amici fiorentini gli inviarono la notizia del bando del concorso per la porta nord del Battistero: l'artista non lo scrisse, ma fu probabilmente lo stesso padre Bartolo ad avvisarlo, anche se egli evidentemente non voleva darne conto (tanto più che omise l'intera sua formazione da orefice) per via delle sue beghe per la nascita extramatrimoniale. A riportare tale notizia è infatti Vasari, che nella biografia dell'artista si basò anche su altre fonti rispetto all'autobiografia.
Licenziatosi quindi dal signore di Pesaro e dai compagni, Ghiberti fece ritorno a Firenze, nel 1401, dove si mise al lavoro per una formella da far partecipare al concorso, un Sacrificio di Isacco, ora conservata al Bargello: in quest'opera lo spazio è diviso in due dalla diagonale formata dallo sperone di roccia, con a destra il gruppo del sacrificio; le figure sono perfettamente proporzionate e modellate sull'antico, in pose eloquenti ma pacatamente rigide.
Secondo il biografo del Brunelleschi, Ghiberti lavorò a lungo e con molti ripensamenti alla formella, chiedendo consiglio a più persone, all'ombra, lo si immagina, del padre. Sempre secondo questa fonte il concorso ebbe un esito pari merito tra Brunelleschi e Ghiberti, ma al rifiuto del primo di lavorare in cooperativa si risolse di allogare tutto a Lorenzo, che il 30 novembre 1403, dopo che del concorso venne redatta un'accurata relazione, firmò il contratto di allogazione, come Lorenzo di "Bartolo", assistito proprio dal padre Bartolo di Michele. Nei Commentari invece Ghiberti ricorda una sua vittoria per unanimità della giuria e lo ripete altre due o tre volte nel testo, compiacendosene.
Il portale fu dedicato al Nuovo Testamento (contrariamente all'idea originaria che prevedeva il Vecchio). I lavori della porta furono terminati nel 1424. L'opera si ispira, nello schema generale, alla Porta Sud del Battistero realizzata da Andrea Pisano; è composta da ventotto formelle quadrilobate, disposte su sette file: le superiori dedicate a episodi della Vita di Cristo, le inferiori a Evangelisti e Padri della Chiesa. L'opera, anche se nello schema generale è unitaria, essendo stata realizzata in un arco di tempo di ventidue anni, mostra all'analisi stilistica delle singole formelle un'evoluzione stilistica verso forme rinascimentali; ad esempio la formella con la Natività (1404-1407 circa) riprende quella col Sacrificio di Isacco sia per lo schema compositivo diagonale, sia per il tono idilliaco delle figure. Successivamente invece, nella formella con Crocifissione (fase anteriore al 1415) e in tutte quelle che stilisticamente le sono affini, il naturalismo recede e nel corpo del Cristo non c'è una proporzionalità classica perfetta né tensioni espressionistiche, con un ritmo dato dalla linea, che nei panneggi si avvita senza organicità, seguendo l'andamento della cornice con effetti più astratti. Dopo il 1415 Ghiberti accolse nelle sue realizzazioni le nuove idee rinascimentali: le composizioni sono formate da figure dominanti che fungono da assi e sono inserite in contesti spaziali credibili, come nella Flagellazione, dove l'artista, pur sfruttando i nuovi modi, mitiga il dramma escludendo dalla scena ogni tensione espressionistica.

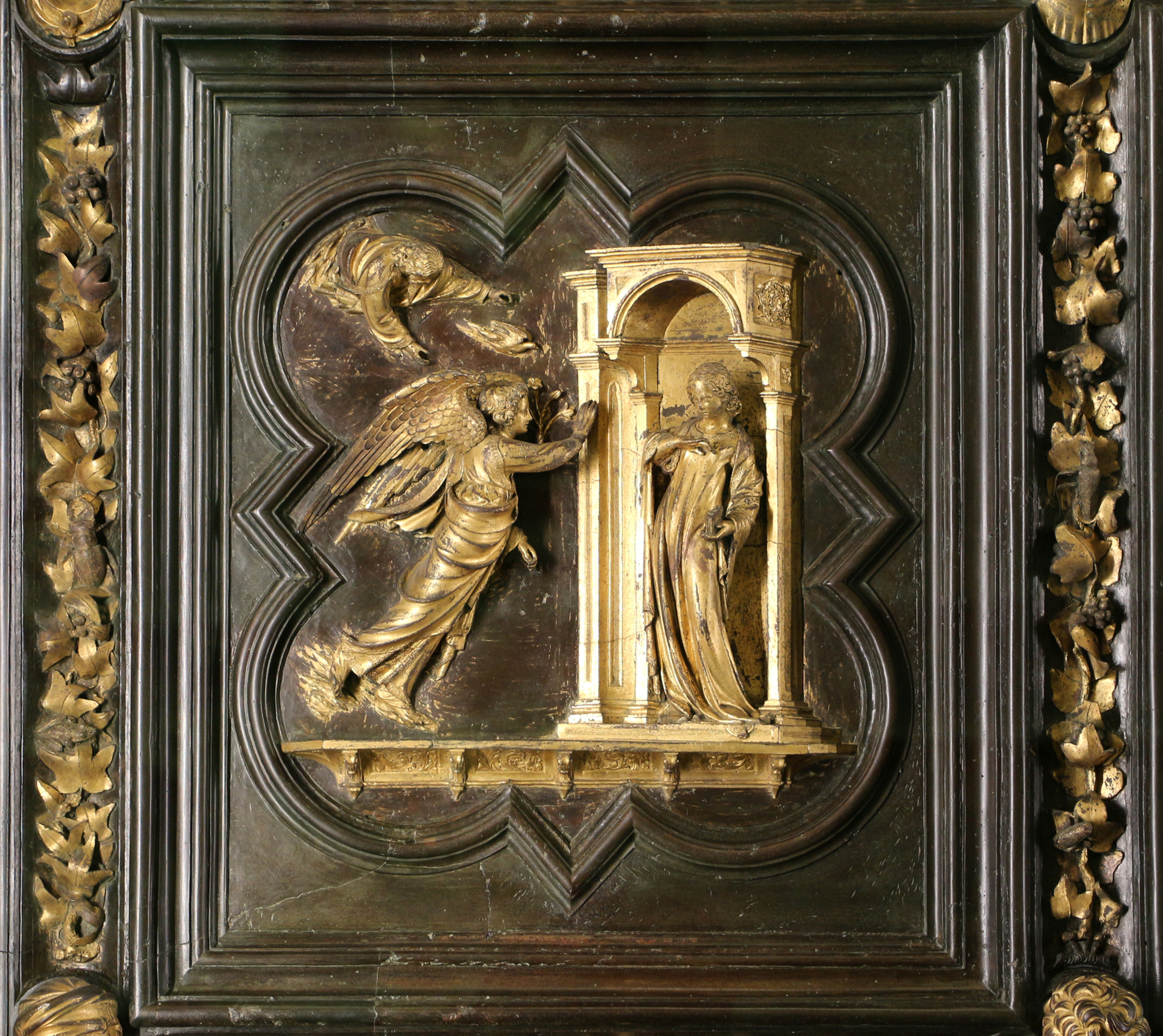
Porta nord, l'Annunciazione
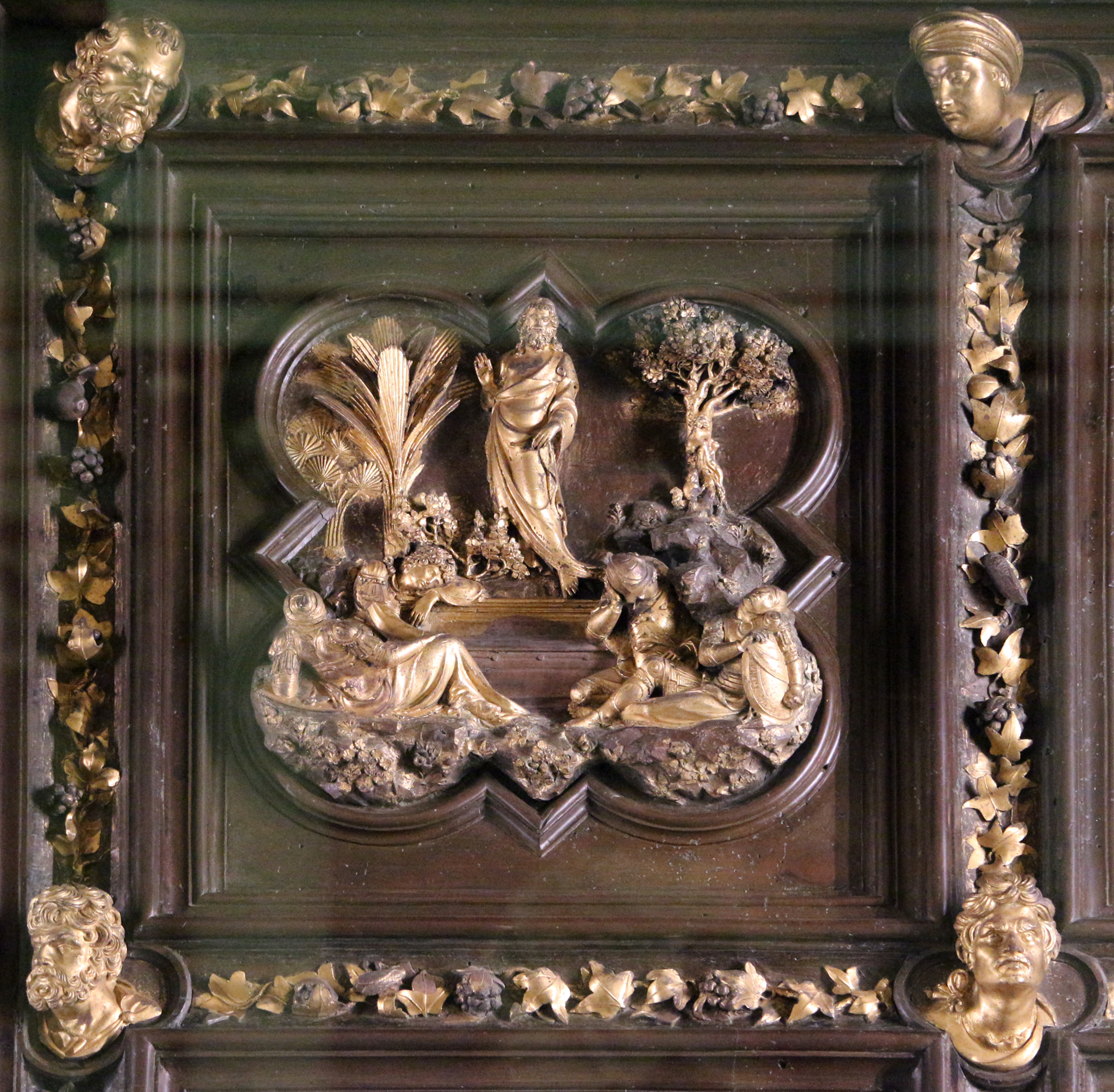
Porta nord, la Resurrezione
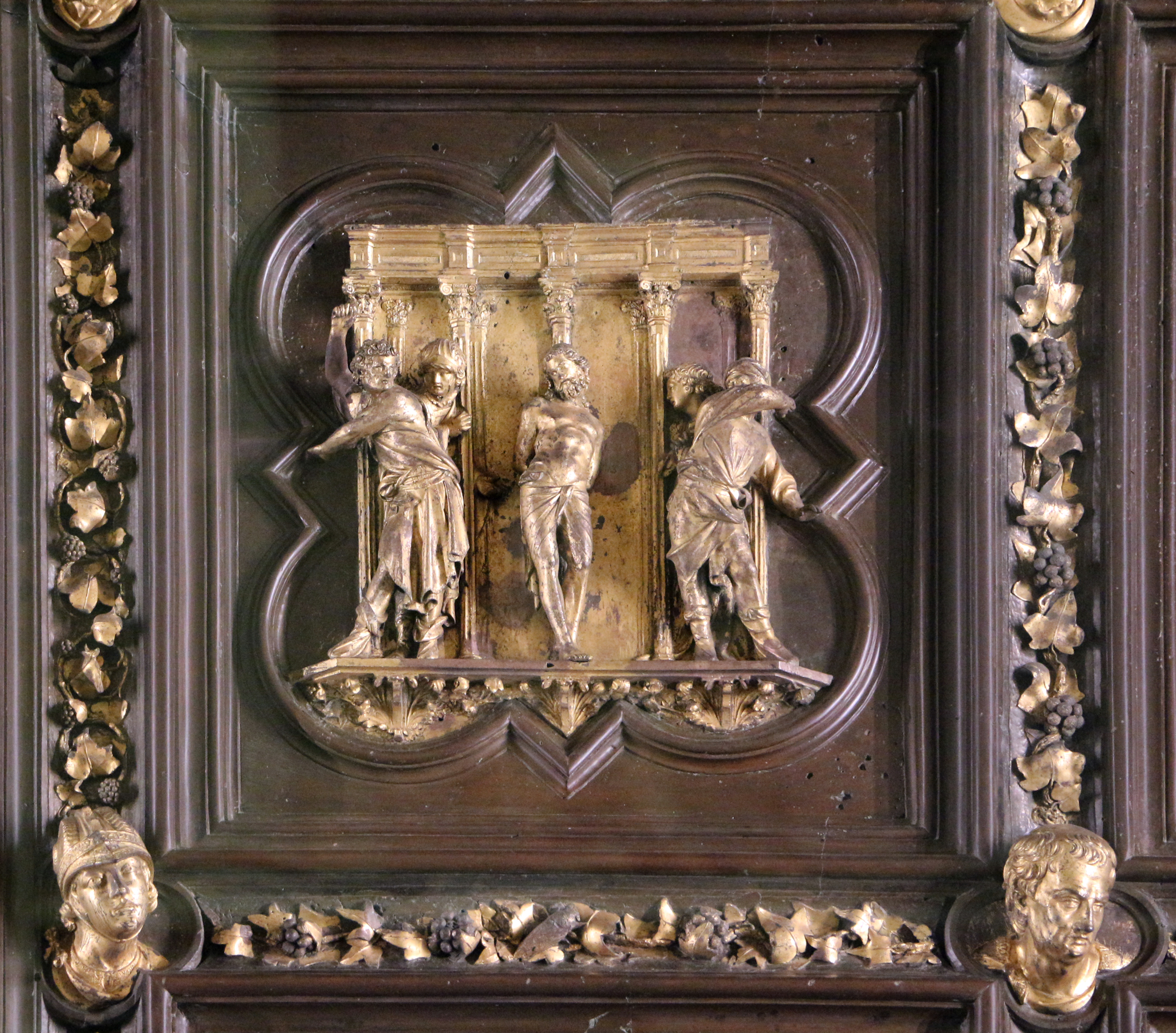
Porta nord, la Flagellazione

In quei vent'anni l'artista, pur lavorando alacremente alla porta, si dedicò anche ad altre attività. Nel 1404 venne consultato sulla creazione della tribuna di Santa Maria del Fiore e le relative finestre. Lo stesso anno suo padre Bartolo sposò finalmente Monna Fiore, forse per la morte del suo precedente compagno, regolarizzando la posizione giuridica di Lorenzo. Nel 1404-1405, nel 1412 e nel 1424 fornì vari cartoni per vetrate della cattedrale. Nel 1409 si immatricolò all'Arte della Seta, che faceva iscrivere anche gli orafi, e nel 1413 firmava un compromesso con i parenti del patrigno Cione dal quale ottenne un pezzo di terra in eredità.

### Tre statue per Orsanmichele

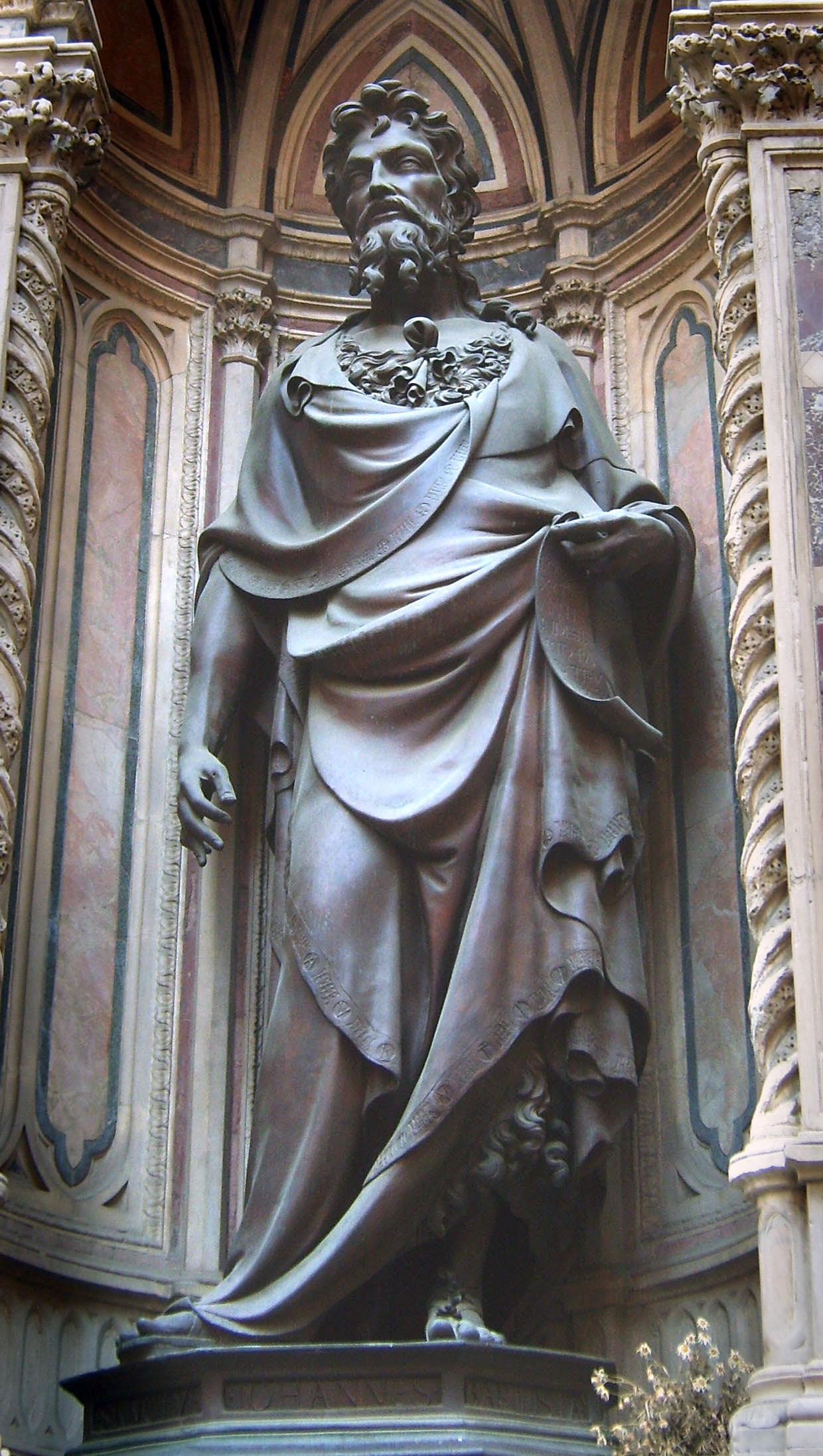
San Giovanni Battista, Orsanmichele

Tra il 1412 e il 1416 eseguì per l'Arte di Calimala il San Giovanni Battista, per una nicchia esterna della chiesa di Orsanmichele, di chiara derivazione internazionale, visibile sia nelle spalle strette e tondeggianti sia nel panneggio ad ampie falcate che nascondono le forme delle membra. Ma Ghiberti non poteva ignorare la tradizione classicista fiorentina, infatti recuperò l'antica tecnica della fusione a cera persa. Il volto è modellato con sottigliezza ma genericamente ascetico, mentre la lieve ancheggiatura è un elemento tipicamente gotico.
Nel 1415 Ghiberti si sposò con Marsilia di Luca, figlia di un cardatore, e nel 1417 arrivò il figlio Tommaso, seguito l'anno successivo da Vittorio. Verso il 1419 dovette morire il padre Bartoluccio e in quell'anno il pittore risultava già stabilitosi nella casa-studio di Borgo Allegri a Firenze dove risiedette il resto della sua vita.
Nel 1417 avviò il lavoro, che sarebbe durato quasi dieci anni, a due formelle bronzee per il fonte battesimale del Battistero di Siena: il Battesimo di Cristo e l'Arresto del Battista. Nella prima il perno della composizione è il Cristo, enfatizzato maggiormente dal gesto del braccio del Battista che forma una specie di arco che lo inquadra in un'ipotetica mandorla.
Tra il 1419 e il 1420 l'Arte del Cambio gli commissionò un San Matteo sempre per una nicchia esterna di Orsanmichele, con la figura costruita solidamente e le membra rivelate dal panneggio, probabilmente studiato dal vivo. Quest'opera dimostra la meditazione che fece il Ghiberti sulle opere realizzate da Donatello per la stessa chiesa e fu conclusa nel 1423. In quegli stessi anni attese alla Sagrestia di Santa Trinita per Palla Strozzi, una delle poche opere certe come architetto. Se nel portale usò l'arco a tutto sesto, nelle finestre ricorse ancora a stretti archi a sesto acuto, addirittura coi lobi, a dimostrazione della sua predilezione per uno stile che potremmo dire "eclettico", ovvero di mediazione tra novità e tradizione. Tra i lavori documentati in quegli anni ma perduti si registra il disegno per due candelabri per Orsanmichele (1418), il disegno della scala dell'appartamento papale a Santa Maria Novella (1419) e la supervisione per gli stalli della Cappella Strozzi (1420). Con la venuta di Martino V (1419) preparò una mitria d'oro e un bottone da piviale per omaggiare il pontefice, come ricordano i Commentari, e un'altra mitria fu predisposta poi per Eugenio IV. Nel 1423 si immatricolò alla compagnia di San Luca dei pittori e nel 1427 all'Arte dei Maestri di pietra e legname.
Del 1424 è un suo viaggio a Venezia, in occasione di un'epidemia che a Siena decimò i suoi lavoranti alle commissioni del Battistero.
La lastra tombale di Leonardo Dati in Santa Maria Novella (1424-1428) segnò una nuova evoluzione in senso rinascimentale, con l'effigie del monaco domenicano "tratta al naturale", cioè ripresa dal vero. Tra il 1427 e il 1428 eseguì l'ultima statua per l'esterno di Orsanmichele, il Santo Stefano, in cui si fanno più evidenti i richiami classici.
Come architetto dell'Opera del Duomo di Firenze, si trovò a lavorare tra il 1430 e il 1436 a fianco del Brunelleschi, per risolvere il problema della cupola del Duomo, ma in questo caso fu Ghiberti a fare un passo indietro e lasciare la soluzione del problema al solo Brunelleschi. Relativamente agli episodi che riguardano la cupola di Santa Maria del Fiore, Giorgio Vasari nelle sue Vite, pose particolare attenzione sull'appoggio politico di cui godeva Ghiberti; grazie alle simpatie di cui godeva tra gli Operai del Duomo infatti, egli non solo veniva affiancato a Brunelleschi senza preciso motivo, ma percepiva anche uno stipendio pari a quello del collega, benché le idee e la messa in opera del progetto fossero in mano solo a quest'ultimo.

### Due arche
Visitando Roma, come ricorda nei suoi Commentari, Ghiberti arricchì il proprio repertorio di motivi neoattici, che sfruttò soprattutto per aggiornare il gusto dei suoi panneggi. Ciò si vede in due opere funebri di quegli anni, l'arca dei tre Martiri e l'arca di san Zanobi. Nel 1420 aveva inoltre eseguito il reliquiario di sant'Andrea, oggi nella pinacoteca comunale di Città di Castello.
Intanto continuò a dedicarsi ad altri campi, fornendo disegni per le vetrate di santa Maria del Fiore (fino a un totale di diciassette), in cui si nota un'evoluzione del suo stile fino alla complessità pittoresca dell'Orazione nell'orto e l'impianto grandioso della Presentazione al Tempio. L'esecuzione delle vetrate fu affidata al maestro vetraio Francesco Livi, nativo di Gambassi Terme, che tuttavia non poté portare a termine il lavoro. Altri lavori di Ghiberti di quegli anni furono eseguiti dalla bottega, come il tabernacolo argenteo per il battistero (pagato nel 1445 a suo figlio Tommaso), lo sportello del ciborio di Sant'Egidio (1450), il fregio sugli stipiti e l'architrave della porta sud del Battistero, la prima, quella di Andrea Pisano (attribuito a suo figlio Vittorio).

### La Porta del Paradiso

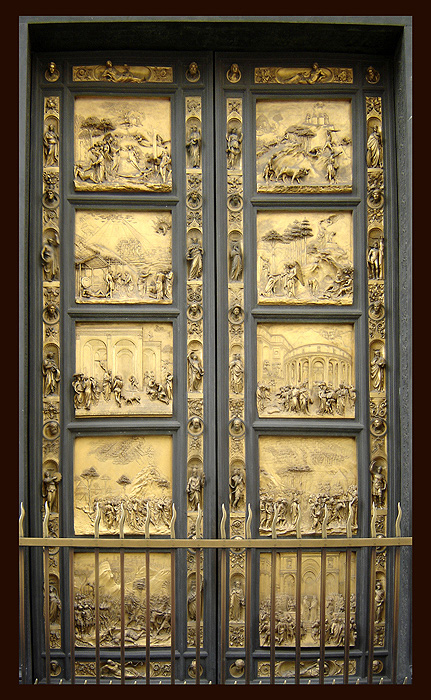
Porta del Paradiso

Nel 1425 l'Arte di Calimala commissionò all'artista, aiutato da collaboratori, l'esecuzione della porta est del Battistero, quella di fronte alla cattedrale, con scene dell'Antico Testamento.
In un primo tempo la porta doveva essere divisa in ventotto formelle e seguire il programma iconografico dell'umanista Leonardo Bruni. Forse su consiglio dello stesso Ghiberti si preferì suddividere la porta in dieci formelle rettangolari. Comunque possiamo individuare il cambio di programma nell'anno 1435, quando Cosimo de' Medici ritorna dall'esilio. Nella formella con Storie di Giuseppe c'è un chiaro riferimento alla vicenda di Cosimo, paragonato a Giuseppe tradito dai fratelli, in seguito loro salvatore e portatore di benessere per tutta la sua comunità. Possiamo inoltre ipotizzare che il programma iconografico venne realizzato da Ambrogio Traversari, generale dell'ordine dei Camaldolesi, conoscitore del greco e l'unico in grado a quel tempo di consultare i testi per gli episodi raffigurati. Inoltre possiamo dire che le nuove scoperte prospettiche condizionarono la scelta della divisione in dieci scomparti, poiché questo metodo si adattava meglio ai valori di razionalità e sintesi apportati dal Rinascimento, anche se nelle dieci formelle la prospettiva è più intuita che costruita.
L'incorniciatura delle formelle è composta da statue di profeti (modellata dall'antico), intervallate da testine (fra cui un autoritratto dell'artista) tra serti vegetali.
La tecnica usata per la realizzazione delle formelle è lo stiacciato, tecnica introdotta da Donatello, che permetteva di realizzare la scena in piani di diversa profondità, utilizzato negli sfondi per raffigurare le cose più lontane. Il tutto venne dorato con un amalgama di mercurio.
Il nome Porta del Paradiso venne dato da Michelangelo, ma si deve tener presente che così era chiamato lo spazio tra il Battistero e il Duomo. Nel 1452, a lavoro compiuto, si scelse di non seguire la vecchia disposizione delle porte che destinava la terza all'apertura meno importante del battistero, ma valutata l'importanza su base stilistica, la porta fu montata a est, davanti a Santa Maria del Fiore, mentre la porta con le scene della Vita del Battista, anche se con l'iconografia più importante per un battistero, venne trasportata a sud.
In ogni formella furono riunite più scene. Possiamo individuare la cronologia interna dei riquadri analizzando una tra le più antiche, quella con le Storie di Caino e Abele, formata da sei episodi sparsi nel paesaggio. La lettura è faticosa, poiché si svolge prima a sinistra, dallo sfondo verso il primo piano, poi, nello stesso senso, a destra.
Nelle formelle più tarde diede spazio maggiore a certi episodi a scapito di altri, in modo da razionalizzare l'immagine aiutandosi anche con l'utilizzo di un regolare sfondo architettonico; di questi modi n'è esempio la formella con il Sacrificio di Isacco, dove le figure sono fuse con il paesaggio circostante in modo che l'occhio venga condotto verso la scena principale rappresentata dal sacrificio.
Nell'ultima formella con l'Incontro di Salomone con la regina di Saba è rappresentato un solo episodio per una motivazione politica. Infatti in quel periodo si stava celebrando la riunificazione della Chiesa d'Occidente, rappresentata da Salomone, e della Chiesa d'Oriente, rappresentata dalla regina di Saba.

### Vecchiaia e morte

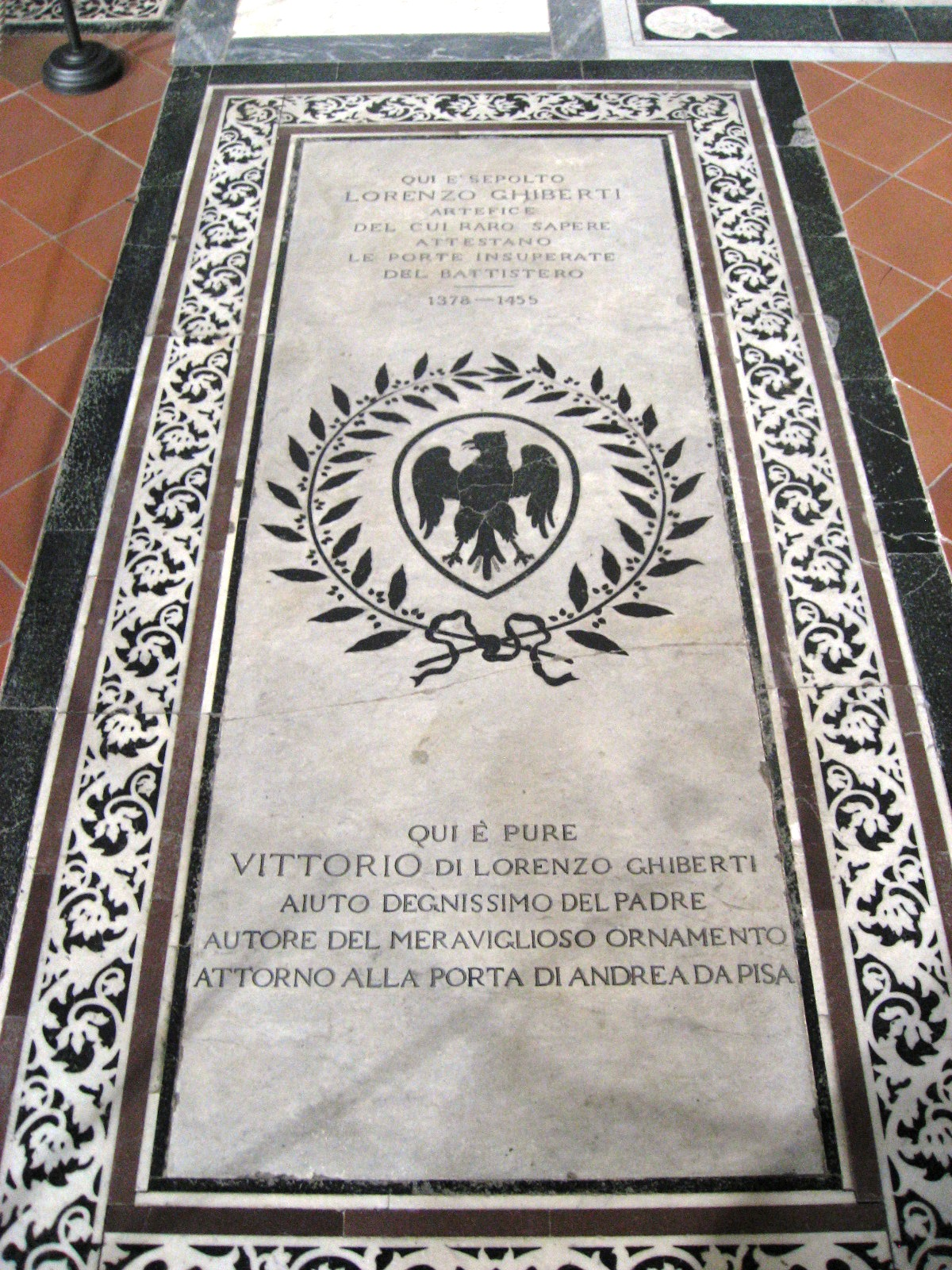
La tomba di Ghiberti in Santa Croce

Dal 1447 scrisse i tre libri dei Commentari.
Le varie dichiarazioni del catasto ci informano, dal 1427 al 1444, dei cambiamenti nella situazione economica dell'artista, che è via via migliore, grazie all'acquisto di vari poderi e all'ingrandimento della casa in Borgo Allegri. Nel 1455 l'artista fece testamento, prima di morire il 1º dicembre. Già dal 1431 si era preoccupato della propria sepoltura, accordandosi con l'Opera di Santa Croce.

## I Commentari
I libri erano dedicati a un personaggio ragguardevole di cui però l'autore non fa il nome, lo Schlosser propone il nome di Niccolò Niccoli; il trattato è incompiuto e si interrompe al terzo libro, che comunque ha il carattere di abbozzo. Nel primo libro il proemio è ripreso dall'architetto militare dell'età dei Diadochi Ateneo il Vecchio, mentre il programma dell'educazione a cui deve attendere un artista è ripreso dall'opera di Vitruvio, integrandola con lo studio della prospettiva e dell'anatomia, infine per la storia artistica si rifà all'opera di Plinio.
Nel secondo libro continua la trattazione storica, parla della cosiddetta media età, in cui inserisce le biografie artistiche (le prime di questa specie), fatte su base stilistica e non su base aneddotica, partendo da Giotto parla dei maggiori artisti trecenteschi e quattrocenteschi in maggior numero fiorentini e toscani, ma cita anche artisti romani e napoletani e lo scultore tedesco Gusmin, suo contemporaneo; segue la prima autobiografia artistica della storia, in cui ripercorre il suo operato artistico; alla fine del libro annuncia la realizzazione di un trattato sull'architettura.
Il terzo libro è un tentativo di determinare le basi teoriche dell'arte, il suo interesse si concentra soprattutto sull'ottica, più avanti parla dell'antichità, soffermandosi a parlare dei resti di Firenze, Siena e Roma, la fine è composta da una teoria delle proporzioni, criticando Vitruvio, cita il codice di Varrone, e per la prima volta viene mostrato il metodo di costruire la figura umana su un reticolato; il libro si interrompe bruscamente.

## Fortuna critica
Le fonti contemporanee su Lorenzo Ghiberti sono controverse, perché schierate ora sul suo fronte, ora su quello del rivale Brunelleschi. Nella biografia dell'architetto della cupola, redatta pare da Antonio Manetti, non si perde occasione per sottolineare le scarse capacità del Ghiberti se non per irriderlo, con aneddoti come quello della vittoria del concorso del 1401 solo grazie al ritiro del rivale, o quello in cui veniva lasciato a soprintendere i lavori alla cupola da un Brunelleschi fintosi malato, rivelando la sua incompetenza in merito. Ancora si riporta della vendita di Ghiberti di un podere che generava più costi che ricavi a Lepriano, sul Monte Morello, che diede lo spunto a Brunelleschi per rispondere seccamente alla domanda su quale fosse la migliore opera del Ghiberti: «vendere Lepriano!».

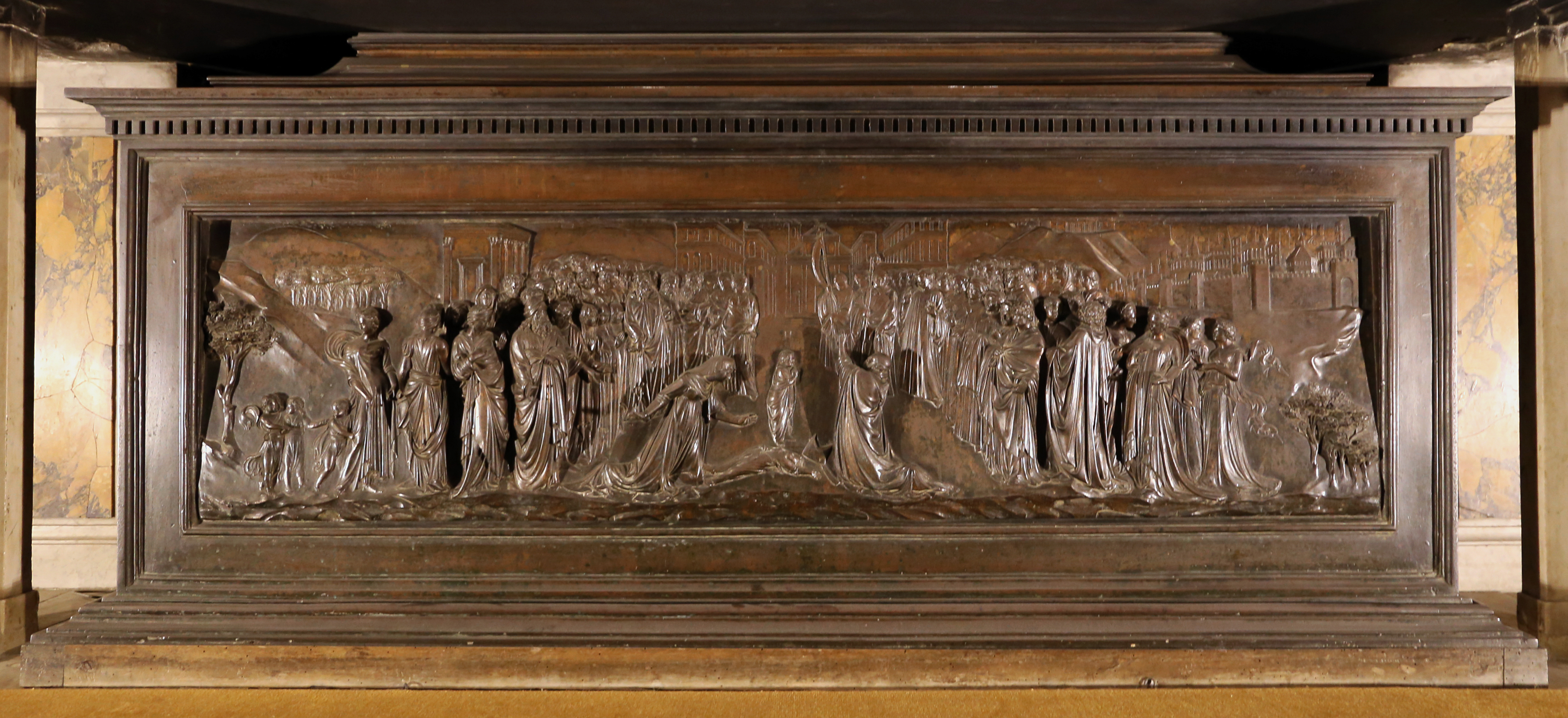
L'Arca di san Zanobi

Queste reciproche accuse (anche Ghiberti tace spesso sull'illustre collega) alla fine si possono far rientrare nel quadro del normale resoconto biografico, tra elogi e stoccate. Nel complesso comunque, il giudizio dei posteri su Ghiberti si rivela nettamente brillante. A partire dal Cinquecento, con Pomponio Gaurico (1502) e Vasari (1550 e 1568), fino al giudizio di Michelangelo che coniò il nome di Porta del Paradiso, l'elogio per Ghiberti fu quasi unanime, nonostante qualche inesattezza attributiva. L'Albertini (1510) infatti assegnò l'arca di san Zanobi a Donatello, Antonio Billi (ante 1530) e il Gelli (1550 circa) il San Matteo a Michelozzo. L'Anonimo magliabechiano gonfiò probabilmente la schiera dei collaboratori alla Porta del Paradiso, arrivando a includervi quasi tutti i migliori orafi e scultori fiorentini del Quattrocento, pure della seconda metà. Baccio Bandinelli, nella seconda metà del XVI secolo, arrivò ad attribuire agli aiuti gran parte della Porta del Paradiso. Fece un po' di giustizia Benvenuto Cellini, che nel Trattato dell'oreficeria definì Ghiberti "mirabile", seppure più portato nelle cose piccole che nelle grandi.
Come al solito le Vite di Vasari rappresentano la maggiore fonte di informazioni. Per redigere la biografia, lo storico aretino usò varie fonti, tra cui ovviamente l'autobiografia dell'artista (che egli vide in casa del "reverendo monsignor Cosimo Bartoli gentiluomo fiorentino") e la vita di Brunelleschi, arricchite però dalle informazioni del pronipote Vittorio Ghiberti, che, vivendo ancora in Borgo Allegri, gli mostrò i disegni di Lorenzo e di Bartoluccio (nel 1528) e gli fornì informazioni di prima mano, come quelle sull'originale collocazione dell'arca dei Tre Martiri. Tra le pagine della Vita, nonostante gli abituali sfrondamenti e rettifiche da considerare, si leggono anche interessanti apprezzamenti, come la lode degli "ignudi" nella porta nord, in cui «vi è dentro nondimeno un tutto che va verso la maniera moderna», con un crescendo di elogi al riguardo della porta del Paradiso, concluso con l'encomiastico aneddoto su Michelangelo.
La letteratura successiva dei secoli XVII e XVIII si mosse nel tracciato vasariano, con qualche arricchimento derivato dalla consultazione di fonti d'archivio da parte di Filippo Baldinucci (1681) o dalle monumentali ricerche del Richa. In quei secoli si rilevano anche alcuni isolati cenni di denigrazione o di tiepido apprezzamento, come da parte di De Brosses (1739) o di Raimondo Cocchi, direttore delle Gallerie Granducali che nel 1772 rifiutò (fortunatamente!) di far pulire la Porta del Paradiso come richiesto dal Mengs. Un importante volume con incisioni tratte dai rilievi della Porta si ebbe appena un anno dopo, nel 1779, a cura di Antonio Cocchi e dell'incisore Ferdinando Gregori.
Nel 1779 circa, Seroux d'Agincourt indicò la terza porta del Battistero e l'arca di san Zanobi come capisaldi della rinascita della scultura nel XV secolo, senza tuttavia citarne altre opere. Seguì un generale risveglio di interesse su Ghiberti, vivace per tutto il XIX secolo fino ai giorni nostri, con la riscoperta anche di capolavori meno celebrati, come la porta nord. Ippolito Taine, dopo il 1864, esaltò la sua arte valorizzandone l'idealizzazione (rispetto al realismo più brutale di Donatello) e paragonandola all'arte greca e a Raffaello, posizione ripresa anche dal Toschi nel 1879. Tra la fine del secolo e l'inizio del nuovo si svilupparono le ricerche documentarie, sull'esempio del commento alle Vite di Gaetano Milanesi (1878), culminanti nelle opere di Brochaus, Doren e Poggi. Importanti lavori di attribuzione vennero svolti da Bode e Sirén. Iulius von Scholsser curò una fondamentale edizione dei Commentari (1912) e ricostruì la collezione di antichità appartenuta a Ghiberti.
Nel 1956 un volume di Richard Krautheimer, pubblicato a Princeton e con la collaborazione di Trude Krautheimer-Hess, fece il punto su tutti gli studi ghibertiani fino ad allora pubblicati.

## Opere principali
- Assunta, 1400 circa, bronzo in parte dorato, 126x75 cm, Sant'Angelo in Vado, chiesa di Santa Maria dei Servi
- Portale minore, 1400 circa, marmo, Urbania, chiesa di San Francesco
- Sacrificio di Isacco, 1401-1402, bronzo dorato, 45x38 cm, Firenze, Museo del Bargello
- Porta nord del Battistero di Firenze, 1403-1424, bronzo dorato, Firenze, Battistero di San Giovanni
  - Annunciazione
  - Natività
  - Adorazione dei Magi
  - Disputa con i dottori
  - Battesimo
  - Tentazioni nel deserto
  - Cacciata dei mercanti dal tempio
  - Gesù cammina sulle acque e salva Pietro
  - Trasfigurazione
  - Resurrezione di Lazzaro
  - Ingresso a Gerusalemme
  - Ultima cena
  - Veglia nell'orto degli ulivi
  - Cattura di Gesù
  - Flagellazione
  - Gesù dinanzi a Pilato
  - Salita al Calvario
  - Crocifissione
  - Resurrezione
  - Pentecoste
  - San Giovanni Evangelista
  - San Matteo
  - San Luca
  - San Marco
  - Sant'Ambrogio
  - San Girolamo
  - San Gregorio
  - Sant'Agostino
- Assunzione della Vergine, 1404-1405, cartone per vetrata, Firenze, cattedrale di Santa Maria del Fiore
- Una finestra del tamburo di Santa Maria del Fiore, 1404-1407 circa, Firenze, cattedrale di Santa Maria del Fiore
- San Lorenzo in trono tra quattro angeli, 1412-1415, cartone per vetrata, Firenze, cattedrale di Santa Maria del Fiore
- Santo Stefano in trono tra quattro angeli, 1412-1415, cartone per vetrata, Firenze, cattedrale di Santa Maria del Fiore
- San Giovanni Battista, 1412-1416, bronzo, h 268 cm, Firenze, Museo di Orsanmichele
- San Matteo, 1419-1423 circa, bronzo, h 270 cm, Firenze, Orsanmichele
- Madonna col Bambino a mezza figura su un piedistallo con Eva distesa, 1420-1429 circa, terracotta, 70x50 cm, Firenze, chiesa dell'Arciconfraternita della Misericordia

Da questa Madonna, ritenuta da alcuni il prototipo e attribuita al Ghiberti, la bottega trasse numerose repliche con varianti, tramite stampi in gesso (circa ottanta le repliche note), diffuse in tutta l'area fiorentina e in seguito nei più svariati musei. Più recentemente Luciano Bellosi ha ritenuto il prototipo la Madonna col Bambino a palazzo Davanzati e l'ha attribuito a Filippo Brunelleschi. Forse invece il prototipo era in marmo ed è andato perduto.
- Battesimo di Cristo, 1417-1427, bronzo dorato, Siena, Battistero di San Giovanni
- Cattura del Battista, 1417-1427, bronzo dorato, Siena, Battistero di San Giovanni
- Lastra sepolcrale di Ludovico degli Obizi (disegno), 1424-1425 circa, marmo, largh. 139 cm, Firenze, basilica di Santa Croce
- Lastra sepolcrale di Fra' Leonardo Dati, 1425-1427, bronzo, 229x87,5 cm, Firenze, basilica di Santa Maria Novella
- Lastra sepolcrale di Bartolomeo Valori, 1427?, marmo, largh. 156 cm, Firenze, basilica di Santa Croce
- Porta del Paradiso, 1425-1452, bronzo dorato, Firenze, Battistero di San Giovanni e Museo dell'Opera del Duomo
  - Adamo ed Eva
  - Caino e Abele
  - Noè
  - Abramo
  - Isacco, Esaù e Giacobbe
  - Giuseppe
  - Mosè
  - Giosuè
  - Davide
  - Salomone e la regina di Saba
- Santo Stefano, 1427-1428, bronzo, h 260 cm, Firenze, Museo di Orsanmichele
- Sagrestia di Santa Trinita, 1418-1423, Firenze, basilica di Santa Trinita
- Arca dei Tre Martiri, 1427-1428 circa, bronzo, 56x106x39 cm, Firenze, Museo del Bargello
- Tabernacolo dei Linaioli (disegno della parte scultorea), 1432, marmo, Firenze, Museo di San Marco
- Arca di san Zanobi, 1432-1442, bronzo, 85x193 cm, Firenze, Museo dell'Opera del Duomo
- Ascensione, 1443 circa, cartone per vetrata, Firenze, cattedrale di Santa Maria del Fiore
- Orazione nell'orto, 1443 circa, cartone per vetrata, Firenze, cattedrale di Santa Maria del Fiore
- Presentazione al Tempio, 1445 circa, cartone per vetrata, Firenze, cattedrale di Santa Maria del Fiore
- Padre Eterno benedicente (Cristo benedicente), 1450, bronzo dorato, Firenze, Arcispedale di Santa Maria Nuova

## Omaggi
- A Ghiberti è stato intitolato il cratere Ghiberti, sulla superficie di Mercurio.